# Conejobus
Conejobus fue el nombre con el que se ha bautizado al nuevo sistema de transporte implementado en la ciudad de Tuxtla Gutiérrez,  Chiapas; el cual se caracterizaba por el uso de biodiésel como combustible, actualmente utilizaban diésel hasta el 3 de noviembre de 2020 cuándo la empresa se clausuró.

## Origen
El Conejobus no es una idea del todo nueva, muchos gobiernos de diferentes estados, y países han implementado el uso de un sistema de autobuses que añaden o reemplazan los sistemas de transporte de las vías más transitadas. En México son destacables el Metrobús del Distrito Federal y Mi Macro de Guadalajara, Jalisco, que circunvala por la avenida Revolución. Donde, de igual modo, se emplea un sistema de tarjeta prepago así como estaciones por donde se puede tomar este transporte. Aunque con la gran diferencia de que estos dos sistemas no utilizan biodiésel como combustible.

## Implementación
El lunes 4 de enero del 2010, empezaron a circular por primera vez, los Conejobuses. Reemplazando de manera definitiva a las rutas de transporte colectivo 1 y 2, las cuales recorrían las avenidas y calles principales de la ciudad respectivamente. En la primera semana se informó que estos estaban funcionando ya a un 70%.
Durante la primera semana y parte de la segunda de implementación, este transporte ha sido gratuito, para dar a conocer este nuevo sistema de transporte, así como para dar tiempo a que los ciudadanos pudiesen obtener la tarjeta prepago necesaria para poder acceder al transporte.

## Problemas
Durante su implementación han existido algunos problemas con este sistema. Uno de los principales es el uso forzado de la tarjeta prepago y su difícil obtención, ya que, estos pueden ser únicamente obtenidos en sucursales de BanChiapas, donde se reparte un número limitado de tarjetas, así como los trámites largos para poder obtener una credencial especial (Estudiane o de la 3a edad).
Otro de los problemas es la imposible sincronización de los camiones, al tener estos autobuses tener que circular por un único carril, el cual también es ocupado por los autos que circulan, en numerosas ocasiones se ven retrasados por embotellamientos, sobre todo en horas pico, por lo que hay momentos en los que pasan dos o hasta tres al mismo tiempo por una estación, y momentos donde no pasa ninguno por largos lapsos de tiempo.
Inclusive dentro del mismo sistema ha habido accidentes, el primer día, uno de los chóferes activó accidentalmente la reversa, colisionando con otro de los autobuses que estaba estacionado justo detrás de este.

## Rutas
Ruta 1A: La Carreta - Trabajo Social (Av. Central)
Vialidades: Blvd. Belisario Domínguez, Avenida Central, Blvd. Ángel Albino Corzo.
Parabuses: 36 Aprox.
Parabuses terminales: 2
Horario de servicio: 5:00 a 23:00 de lunes a viernes, 5:30 a 23:00 sábados y domingos
N.º de unidades: 29
Ruta 1B: Juan Crispín - Soriana (Av. Central)
Vialidades: Blvd. Belisario Domínguez, Avenida Central, Blvd. Ángel Albino Corzo.
Parabuses: 27 Aprox.
Parabuses terminales: 2
Horario de servicio: 5:00 a 23:00 (lun. a vie.), 5:30 a 23:00 (sab. a dom.)
N.º de unidades: 20
Ruta 2: Popular - Normal Superior (Calle Central)
Parabuses: 19 Aprox.
Parabuses terminales: 2
Horario de servicio: 5:00 a 23:00 (lun. a vie.), 6:00 a 22:00 (sáb. - dom.)
N.º de unidades: 22

## Proyecto ECOBUS
Actualmente existe un proyecto para renovar este tipo de transporte público convirtiéndolo en un sistema Autobús de tránsito rápido el cual llevará el nombre de ECOBUS, los autobuses tendrán capacidad para 100 pasajeros y uso de motores híbridos (eléctricos y diésel) además de paradas fijas que contarán con rampas para sillas de ruedas, GPS e incluso Wi-Fi, donde se podrá checar en sus móviles la hora de llegada de los Ecobuses, circularan por carriles confinados.
Este proyecto incluye un reordenamiento de las demás rutas de transporte público y la construcción de 2 terminales de corto recorrido, Poniente y Oriente.
Aunque dicho proyecto es algo dudoso.

## Actualidad
Actualmente el conejobus ya no existe, entonces se creó un plan emergente usando colectivos para sustituir al conejobus.
La ruta A sustituye a la ruta 1 en la avenida central.
La ruta B sustituye a la ruta 2 en la calle central